# Arctostaphylos media
Arctostaphylos media là một loài thực vật có hoa trong họ Thạch nam. Loài này được Greene mô tả khoa học đầu tiên năm 1891.